# ミゲル・アンヘル・ロティーナ
ミゲル・アンヘル・ロティーナ・オレチェバリア（Miguel Ángel Lotina Oruechebarría、1957年6月18日 - ）は、スペイン・ビスカヤ県メニャカ出身の元プロサッカー選手、サッカー指導者。現役時代のポジションはフォワード（FW）。
指導者としては守備を重んじる堅実なポゼッションフットボールを展開するのが特徴。
CDカステリョンなどで1988年まで現役としてプレーした。ペナルティエリア内での競り合いを恐れない勇猛果敢なストライカーであった。プロとしてのキャリアをスタートしたCDログロニェスではファンから愛された人気選手であり、所属期間中1987年にはプリメーラ・ディビシオンに昇格。だが皮肉にもスペイン最高のカテゴリーに到達した時には、既にピークを過ぎており出場機会が皆無だった。

## 経歴

### 選手時代
1957年、ビスカヤ県メニャカで8人兄弟の末っ子として生まれる。地元のアスレティック・ビルバオのファンを自覚していたが、その下部組織に入団することはなかった。
最初に所属したクラブはビスカヤ県の地域リーグのCDムンギアだった。CDムンギアのホームタウンは生地ムニャカから5キロ程しか離れていない。1977年の夏には近隣のSDゲルニカへ移籍。ここでロティーナはテルセーラ・ディビシオン（4部）の公式戦に初出場した。当時21歳。1978年にはさらに格上のCDログロニェスへとステップアップ移籍に成功。時折しもログロニェスはセグンダ・ディビシオンB（3部）昇格を成し遂げたばかりであった。このクラブにロティーナは延べ8シーズン在籍し、個人2度目のプリメーラ・ディビシオン（1部）昇格など現役時代の最も充実した日々を過ごすこととなる。
ログロニェス移籍後の1978-79から1980-81シーズンまで、ロティーナは3期連続でチーム内得点王の座に輝くなど中心選手として活躍、クラブのセグンダB中位定着に大きく貢献。1981年の夏、プリメーラ昇格を決めたCDカステジョンが攻撃陣補強のため、セグンダ・ディビシオン（2部）で目を見張る活躍をしていたロティーナの獲得を決めた。ログロニェスに支払われた移籍金は名目で約500万ペセタ（現在価値約3万ユーロ強）であった。
当時26歳となっていたロティーナは、1981年10月11日の第5節、敵地でのレアル・ラシン・クルブ・デ・サンタンデール戦（1-4で敗北）で1部デビューを飾った。1982年1月3日に行われたUDラス・パルマス戦では敵地でドブレテ（2得点）を決め3-1の勝利に貢献した。このシーズンでは主にシャドー・ストライカーの位置で起用される事が多かった（本職はセンターフォワード）。21試合出場3得点、うち先発17試合。しかしチームは序盤から降格圏に沈み、シーズンを通して僅か3勝しか挙げられないなど極度に低迷し最下位で降格してしまう。
翌1982-83シーズンもロティーナはカステジョンでプレーしたが、9試合出場無得点とパフォーマンスが悪化したうえ、チームも昇格争いどころかセグンダB降格がちらつくほど低迷した。こうした状況下、1983-84シーズン開幕前にロティーナは放出対象となり、未だセグンダB所属であった古巣のCDログロニェス復帰が決定した。
ログローニョの街へ戻ってきたロティーナはここで2季連続チーム得点王になるなど、往時の得点感覚を取り戻しチームもセグンダ昇格を成し遂げた。1984-85シーズンのログロニェスはいきなり6位へと躍進したものの、翌1985-86シーズンには厳しい残留争いを強いられた。ロティーナはファンから非常に人気がありチームへの貢献度も高い選手であり続けたが、ヘスス・アラングレン監督が就任した1986-87シーズンにロティーナは出場機会を大きく減らされ、ベンチウォーマー扱いで14試合出場4得点に終わった。一方でログロニェス自体はクラブ創立以来初めてプリメーラ昇格を達成した。
翌1987-88シーズンはロティーナ自身2度目のプリメーラ挑戦となったが、アラングレン監督はさらに彼を干し続け出場ゼロという無残な成績に終わった（チームは13位で残留）。1988年6月に31歳を迎えようとしていたロティーナは、このシーズン限りでの現役引退を決意した。ちなみに、アラングレンはロティーナと同じビスカヤ生まれのバスク人であり、アスレティック・ビルバオ一筋13年間プレイしたディフェンダーであった。1991-92シーズン途中からビルバオの監督も務めている。

### スペイン
現役引退後そのまま所属していたログロニェスの下部組織で指導者としてのキャリアをスタートさせて、その後弱小クラブの監督を複数務めた。
CDログロニェスの育成部門の幾つかのカテゴリーで指導を経験したのち、二軍相当の傘下クラブ「ログロニェス・プロメサス」(1992年にログロニェスBへ改称)の監督となる。ここでロティーナは1990年から1993年にかけて好成績を残し、テルセーラからセグンダBへ昇格。指導者として評価を高めた。同時期、トップチームのダヴィ・ヴィダル監督の解任に伴い暫定監督に就任。1992-93シーズンのプリメーラ・ディビシオン第13節のみ指揮を執り（敵地でデポルティーボ・ラ・コルーニャに0-3で敗北）、後任のカルロス・アイマール監督への「つなぎ」を務めた。その後ログロニェスは15位で残留を決めた。
1993年、ロティーナは選手・指導者として長年在籍したCDログロニェスを離れ、同じラ・リオハ州の当時まだセグンダB所属の格下クラブであったCDヌマンシア・デ・ソリアの監督に就任した。会長就任と同時にロティーナを招聘した投資家・実業家のフランシスコ・ルビオとその一派は、このカスティーリャ・イ・レオン州の実績と知名度に乏しい小クラブに未曽有の急成長をもたらそうと画策していた。ロティーナに率いられたヌマンシアは、1993-94シーズン、1994-95シーズンと連続でセグンダ昇格プレーオフに進出するが、いずれも敗退した。だが1995-96シーズン、ロティーナ監督の名前と仕事ぶりはメディアを通して全国的に知られるようになった。リーガではプレーオフ出場圏外という期待外れな成績であったが、コパ・デル・レイではプリメーラ所属のレアル・ソシエダ、ラシン・サンタンデール、スポルティング・デ・ヒホンの格上3クラブを相手に立て続けにジャイアント・キリングを起こし、準々決勝でヨハン・クライフ監督が率いるFCバルセロナとの対戦までたどり着く。ソリアでの第1戦は2-2の引き分けと大健闘、実質3部リーグのチームが起こしたこの試合は今も伝説として残っている。しかし、カンプ・ノウでの第2戦は1-3で敗れ合計3-5で敗退した。
一方、古巣のCDログロニェスはこのシーズンにプリメーラ復帰を果たしていた。しかし監督のファンデ・ラモスがFCバルセロナB監督就任のオファーを受諾してしまったため、1996-97シーズンに向けた監督の座が空席化した。こうしてロティーナはログロニェスの正式監督として古巣に、そしてプリメーラの舞台に復帰した。だが開幕から10試合を終えて勝ち点は10、この時期に喫した4連敗の中にはFCバルセロナ戦での0-8の大敗、そして因縁あるアスレティック・ビルバオ相手の屈辱的な0-6の大敗という試合もあった。この4連敗を決定打にクラブはロティーナを早期解任したものの、結局は最下位で再びセグンダ降格という結果に終わった。1997-98シーズン開幕前にロティーナはセグンダ・ディビシオン所属のCDバダホスの監督に就任することが明らかになった。だが開幕から下位に低迷し、第16節終了後に解任された。
1998-99シーズンには同じくセグンダ所属のCDヌマンシアの監督に復帰。リーガ3位の成績でロティーナ個人として、ヌマンシアとしてもクラブ史上初となるプリメーラ昇格を達成した。
1999年に就任したCAオサスナでは、監督初年度にチームを1部昇格させると、その後2シーズン1部に残留させた。
1994年の降格から6年ぶりにオサスナのプリメーラ復帰を実現し、ロティーナ監督個人としては2年連続でトップカテゴリー昇格を達成した。翌2000-01シーズンも残留が最優先の目標となったが、最終節にアウェーのエスタディオ・アノエタでレアル・ソシエダに0-1と勝利し、辛くもその目標を達成した（13位で残留、降格圏と勝ち点1差）。ロティーナ個人としては選手・指導者時代を通して初めてのプリメーラ残留であった。翌2001-02シーズンも順位こそ下がったものの17位で2年連続残留を果たした。こちらは前年度よりも非常にきわどいギリギリの残留であったが、ともあれロティーナは任期3年間において、プリメーラ昇格という当初課せられたノルマを達成することは出来た。
2002年からはセルタ・デ・ビーゴの監督に就任。前任者のビクトル・フェルナンデスとは対照的に守備を重んじるロティーナの就任を疑問視する声も多かった中、クラブをリーガ・エスパニョーラ4位に導き、2003-04UEFAチャンピオンズリーグ予選出場権を獲得。しかしながらCLに出場した2003-04シーズンには、CL本大会ベスト16まで勝ち進むも敗退、さらに国内リーグと欧州カップ戦の両立に選手層が耐え切れず、チームは国内で低迷、19位でセグンダ降格を喫してしまった。なおロティーナ個人はガリシア・ダービー大敗後の批判などでCL決勝トーナメント前に解任された。
2004-05シーズンはRCDエスパニョールの監督として終盤までチームにCL出場権を争わせ、リーグ戦5位・UEFAカップ出場権獲得と好成績を残した。2005-06シーズンにはコパ・デル・レイ優勝へとチームを導いた。だが、リーグ戦での低迷もありシーズン終了後に辞任した。
2006-07シーズン途中の第7節よりレアル・ソシエダの監督に就任。前任者ホセ・マリ・バケーロ監督の「実験的メンバー編成」で劣悪化していたチーム状態、とりわけ守備をある程度立て直した。就任後の敗戦はすべて1点差負け、GKクラウディオ・ブラーボはリーガ5位の守備率を記録している。その一方で攻撃力までは改善できず勝ちきれない試合が多く、引き分け11試合・勝利数わずか8であった。シーズン初勝利は15節までかかった。チームは低迷し、19位で2部に降格（40年ぶり）。シーズン終了後に辞任した。
2007年6月で50歳となったロティーナは、2007-08シーズンからはアスレティック・ビルバオに移ったホアキン・カパロスの後任としてデポルティーボ・ラ・コルーニャで4年間という長期政権を任せられ、指揮を執った。
ハビエル・イルレタ監督期にリーガ優勝1回・準優勝4回や欧州カップ戦での躍進などを含む、黄金時代を謳歌した「スーペル・デポル」「エウロ・デポル」も直近数シーズンは凋落傾向にあり、前年度は13位であった。ロティーナはこのクラブをかつてのような強豪へ蘇らせる事は出来なかったものの、重度の負債を抱え経営難に苦しむ中で可能な限り状況を改善する事に努力した。その中には経済的事情に伴う、カンテラ出身選手の積極起用路線などもあり、総計15人のカンテラ育ちがトップチームデビューを記録した。
最初のシーズンは開幕から中盤戦まで降格圏に低迷してしまったが、そこから大きく浮上して9位でシーズンを終えインタートト・カップ出場権を得た。この結果はロティーナ自身も満足のいくものであった。夏のインタートト・カップをデポルは勝ち抜き、UEFAカップ出場権を獲得。財政難の中にあって欧州カップ戦の舞台に戻れた事はクラブにとって貴重な事であった。UEFAカップ2008-09ではグループステージで2位となり、決勝トーナメント進出を駆けたプレーオフでデンマークのオールボーBKの前に2戦合計1-6で負け、敗退した。リーガでは欧州カップ戦圏内維持を目標に安定した戦いを続け、前年度を上回る7位でフィニッシュしたがUEFAカップ出場権に手が届かなかった。
続く2009-10シーズンも序盤10節ころまでは好調を維持していたが、最終的に10位となり欧州カップ戦出場を逃した。
時には5バックを使用するなど、戦力を駆使して残留を続けたが、2010-11シーズンは深刻な得点力不足に陥って18位に終わり2部降格となった。ロティーナにとってデポルでの4年間は自己最長政権となったが、シーズンを通して下位に低迷。27節で降格圏に転落してからは抜け出せず、最終節ホームでのヴァレンシアC.F戦での敗北（0-2）により降格が決定した。シーズン終了後に辞任した。
デポルでの任期中は不振の時期もアウグスト・セサール・レンドイロ会長からの信頼が篤く、シーズン途中に解任される事はなかった。最終的にロティーナはハビエル・イルレタ（252試合）、アルセニオ・イグレシアス（190試合）に次いで、デポルの歴史上3番目に多い152試合を指揮した監督となった。
2012年3月19日、フアン・カルロス・ガリード監督、フランシスコ・モリーナ監督に次ぐ2011-12シーズン3人目の指揮官として、降格圏近く（17位）に低迷していたビジャレアルCF監督に就任。第28節から指揮を執ったロティーナは残り試合を3勝5分け3敗と善戦した。最終節のアトレティコ・マドリード戦では終了間際までグラナダCFと勝ち点41で並び得失点差で上回っていたが、しかし最後に喫した失点で0-1と敗北。結局18位でセグンダ・ディビシオン（2部）降格となり、この結果、セグンダ・ディビシオンに参戦していたビジャレアルCF Bもセグンダ・ディビシオンB（3部相当）に自動降格となった。これでロティーナは途中解任されたシーズンを含め監督として通算6回目の降格を喫し、以後はスペイン国内で監督を務めていない。

### キプロス、カタール時代
2013年12月30日、約1年半のフリー状態を経てロティーナはキプロス・ファーストディビジョンのACオモニア・ニコシアのオファーを受け、監督に就任した。国内リーグで結果が出ず12チーム中6位に低迷していたチームを短期的に4位まで浮上させるが、最終的に首位AELリマソールと勝ち点15差の5位に終わった。リーグ最終戦では下位のドクサ・カトコピアスとスコアレスドローであった。プレーオフのチャンピオンシップ・グループは6チーム中5位、UEFAヨーロッパ・リーグ2014-15予選2回戦出場権を得た。
2014年の夏、ロティーナはカタール・スターズリーグのアル＝シャハニヤ・スポーツクラブの監督就任に同意した。だが3か月と公式戦2試合で辞任。その理由はチームの指揮官が自分ではなく別の人物にあるという現場の決定権への不満に対するものであった。なおアル＝シャハニヤは同シーズンに2部相当のカタール・ガスリーグに降格している。2015-16シーズン開幕を控えた7月にロティーナは再度アル＝シャハニヤSCの監督に就任、1部復帰を成し遂げ退任した。これは監督人生通算4度目のトップリーグ昇格であった。

### Jリーグ

#### 東京ヴェルディ
2016年11月25日、日本のJ2リーグ（2部）の東京ヴェルディの監督に就任。ヴェルディは前年J2で22チーム中18位だったが、就任一年目で5位に引き上げた。また、クラブ初のJ1昇格プレーオフでは、準決勝にてアビスパ福岡に敗戦。就任一年目でのJ1昇格はならなかった。
2018年シーズンも6位からJ1参入プレーオフに出場し、1回戦で大宮アルディージャに1-0で勝利、2回戦で横浜FCに1-0で勝利した。しかし決定戦でジュビロ磐田に0-2で敗れ、J1に導くことは出来ず、2018年12月9日に退任することが発表された 。
12月14日、セレッソ大阪の監督に就任すると発表された。

#### セレッソ大阪
2019年、ユン・ジョンファン前監督の組織的な守備をベースに、戦術的緻密さを加えた。失点は、Ｊ１リーグ戦34試合で25とリーグ最少であり、Jリーグ歴代2位タイ、セレッソ大阪史上最少失点だった。１試合平均で約0.74失点、無失点試合は15を数えた。FWはケガも重なり、全体の得点数は物足りないチームになったが、途中から２トップの一角にコンバートされた奥埜博亮も含め、相手のパスコースを限定するポジショニングや、全体をコンパクトに保った中でのプレスのスタート地点として、「11人で行う」前から始まる守備を機能させていた。大量得点を必要とせず属人的なチームにならない戦術的基礎を築き上げて18勝５分け11敗の成績で５位となった。
2020年、リーグ戦開幕3連勝。前年は「いつもゴールが決まると喜んではいるが、だいたい隠している。失点したときも怒っているが、それも出さないようにしている」と試合中に感情を表すことはなかったが、当シーズンはゴールが決まると喜びを表現する事が増えた。第14節では、藤尾翔太のJ1初ゴールを両手を上げて喜びハイタッチをした。第30節ではジャンプしながら空中で拳を突き上げた。従来の4-4-2をベースとしながら、状況に応じて3バックを敷く可変システムを採用することもあり、その際は松田陸が3バックの右に入った。9月16日、第25節ヴィッセル神戸戦では前半33分に退場者が出たが、すぐにフォーメーションを4-2-2-2から5-3-1に変更、前半41分にリーグ戦初先発だった高卒ルーキーの西川潤をベンチに下げ、経験のある片山瑛一を投入しボランチに、サイドハーフの柿谷曜一朗をワントップに配置、柿谷がヘディング弾を決めて1-0で勝利、15年ぶりの6連勝をもたらした。
11月の時点でスポーツ新聞が「ロティーナが今季をもって契約を満了し、退任することが決定した」と報じた。まだACL出場権が狙え、試合に集中しなくてはならない状況で指揮官の進退の問題が出てしまった。また、マスコミに情報をリークする人物がクラブ内部にいるのでないかと囁かれた。そして11月27日、来シーズンの契約を更新しないことが公式発表された。メディアや現場からは守備的すぎてつまらないなどと揶揄される事もあり、ロティーナ自身もこれを把握していたが、「守備が堅いから守備的、ではない。安定した守備が良い攻撃を生む。」という哲学を貫いた。トータル・ゾーンでボールを保持していなくても相手とスペースをコントロールしゲームを自分たちの思惑の中で進める事を志向するうえに、ボランチとセンターバックは中央からほとんど動かないなど選手全員が正しい立ち位置を取って、スライドし、スペースをうまく使う「ポジション的優位」を目指し、「感覚ではなく考えてプレー」させ、瀬古歩夢、サイドアタッカーの坂元達裕を成長させた他、キム・ジンヒョン、マテイ・ヨニッチ、松田陸、藤田直之、奥埜博亮、片山瑛一、清武弘嗣、前年に退団した水沼宏太らプレースタイルが固まっていたベテラン選手のプレーの幅を広げ、新たな力を引き出した。
決定的な形でシュートを打たれることが少なく、失点はPKかセットプレーがほとんどだった。開幕戦から上位をキープし続け、前年を上回る4位で終えた。結果的に、2年連続で5位以上の好成績を収めACL出場権も獲得したが退任となった。
セレッソ大阪史上J1で最も高い平均勝率を記録した監督である(68試合/36勝,勝率52.9パーセント)。

#### 清水エスパルス
12月24日、清水エスパルスの監督に就任すると発表された。
2021年11月4日、双方合意の上で清水との契約を解除したと発表された。

#### ヴィッセル神戸
2022年4月8日、ヴィッセル神戸の監督に就任すると発表された。クラブワーストを更新し続けていた（リーグ開幕9戦未勝利の4分け5敗）神戸は、17位に低迷。三浦淳寛、三浦退任後に2試合を暫定的に指揮したリュイス・プラナグマに続き、このシーズン3人目の指揮官となった。就任から2日後に迎えた初戦は古巣のセレッソ大阪相手に0-1で敗戦を喫した。ロティーナは以前から自身の戦術を浸透させるのに「時間がかかる」と公言している。
6月29日、就任後もチームは下降線を辿り続け、J1残留圏内と勝ち点8差まで広がるなどダントツの最下位に沈み、就任わずか2ヵ月半で契約解除された。後任は吉田孝行が指揮する事となった。

## 人物・エピソード
- 東京ヴェルディ退任にあたって、初めて日本にやってきた自分を支えてくれたクラブ・サポーターへ感謝を示す長文のコメントを綴った[27]。また、クラブハウスを後にする際にはサポーターに迎えられ、涙を流した[28]。
- セレッソ大阪監督として最後のホームゲームで、サポーターの元へ挨拶に行った際にハグをするジェスチャーを見せた[29]。最終節アウェイ鹿島アントラーズ戦後もサポーターの元へ駆け寄った。
- 清水エスパルス在任中の2021年4月1日、1日限定で現役復帰すると発表され、ユニフォーム姿が公開された[30]。これは一企画に留まらず、発表翌日には関連グッズの発売が決定され、着用したユニフォームはオークションにて約20万円の値が付いた[31]。収益はクラブによりファンサービス等で活用される。
- 世界中で新型コロナウイルスによる影響が深刻化している事を受け、「何よりもまずはウイルスの流行を止めることだけが重要で、サッカーは二次的なものだ。問題を解決してから人々の仕事を維持することを考えるべきだ」と答えた[32]。
- 2022年8月、日本サッカーの将来については「たくさんの選手たちがいることに驚かされた。1億２５００万人の人口があり、初めて少年のサッカーの選手数が野球のそれを上回った。数年でとは言わないが、１０～１５年後には世界有数のレベルになるだろう」「彼らの長所は学びたいという意欲で、疲れを知らず１日４時間練習し、翌日また４時間トレーニングしても嫌な顔をしない。彼らはスペインで一般的な１時間半という練習時間では飽き足らず、少なくとももう１時間ピッチに残る」「技術的、戦術的に良くなる余地があるが、一方で競争心と抜け目なさが欠けている」と述べた[33]。

## サッカー観
- 2020年10月のサッカーに関する取材では以下のように答えた。

Q1「良いサッカーとは何か？」
A1「特定のサッカーではなく、つまりショートパスを多用したパスサッカーでも、ロングボールを使ったカウンターサッカーでもなく、シチュエーションに応じてどんなサッカーもできるサッカーのことだと思う。」。
Q2「J1リーグで川崎フロンターレが記録的な強さを見せている要因は何か？」
A2「川崎はチームとして完成されている。最終ラインには安定感あるDFがいて、中盤には質の高い選手がそろっている。その上で、簡単にゴールを奪えるFWを前線に擁している。今の川崎が決定的に他のチームと違う点は、前線の決定力だ。決定力ある選手が1人、2人いるのではなく、数多くいる。ベンチスタートであっても途中出場で簡単にゴールを決めてしまうFWがいる。なぜ今季の川崎にあれだけ多くのPKが与えられているのかと言うと、それだけ相手チームにペナルティーエリア内で難易度の高い守備を強いているからだ。」。
Q3「Jリーグで1対1で積極的に仕掛けるサイドアタッカーが台頭している事についてどう思うか？」
A3「ここ数年の日本サッカーから良いサイドアタッカーが出てきているそれはなぜか？現代サッカーにおいてはどれだけパスを回しても、高いボール支配率で相手を支配しても、1対1で相手の守備システムを打開しなければ得点のチャンスが生まれないからだ。その代表例がジョゼップ・グアルディオラ（マンチェスター・シティ）で、彼は常に攻撃において1対1を有効活用してきた監督だ。守備システムがこれだけ向上した現代サッカーにおいてはスペースも時間もなく、攻撃では素早くサイドにボールを循環して、そこでの1対1で活路を見いだす必要がある。1対1に秀でたサイドアタッカーの重要性は年々高まっている。スペインではパスミス同様、ドリブルでのミスも当たり前に起こるものとして捉えられている。一方で、日本ではサッカーの文化的にもドリブルのミスは大きく嫌われる印象を受けた。日本ではドリブルでのミスはよりエゴイスティックで、マイナスのイメージがあるように思う。」。

## 指導歴
- CDログロニェス 1992
- CDヌマンシア 1993-1996
- CDログロニェス 1996
- CDバダホス 1997-1998
- CDヌマンシア 1998-1999
- CAオサスナ 1999-2002
- セルタ・デ・ビーゴ 2002-2004
- RCDエスパニョール 2004-2006
- レアル・ソシエダ 2006-2007
- デポルティーボ・ラ・コルーニャ 2007-2011
- ビジャレアルCF 2012
- オモニア・ニコシア 2014
- アル・シャハニアSC 2014
- 東京ヴェルディ 2017-2018
- セレッソ大阪 2019-2020
- 清水エスパルス 2021
- ヴィッセル神戸 2022

## タイトル

### 監督時代
RCDエスパニョール
- コパ・デル・レイ:1回（2005–06）

デポルティーボ・ラ・コルーニャ
- UEFAインタートトカップ:1回（2008）